# فصام
الفُصام، كما يُعرف باسم السكيزوفرينيا (باللاتينية: ) وأيضًا الشيزوفرينيا، هو اضطراب نفسي يتسم بسلوك اجتماعي غير طبيعي وفشل في تمييز الواقع. تشمل الأعراض الشائعة الوهام واضطراب الفكر والهلوسة السمعية بالإضافة إلى انخفاض المشاركة الاجتماعية والتعبير العاطفي وانعدام الإرادة. غالبًا ما يكون لدى المصابين بالفُصام مشاكل نفسية أُخرى مثل اضطراب القلق والاضطراب الاكتئابي واضطراب تعاطي المخدرات. عادة ما تظهر الأعراض تدريجيًا، حيث تبدأ في مرحلة البلوغ، وتستمر لفترة طويلة.
تتضمن مسببات الفُصام عوامل بيئية وجينية. العوامل البيئية المُحتملة تتضمن النشأة في المُدن وتعاطي القنب وبعض الأمراض المعدية و عمر الوالدين وسوء التغذية خلال الحمل. وتتضمن العوامل الجينية مجموعة متنوعة من المتغيرات الجينية الشائعة والنادرة على حدٍ سواء. يعتمد التشخيص على ملاحظة سلوك المريض والتجارب التي أفاد بها. خلال عملية التشخيص يجب أخذ ثقافة الفرد بعين الاعتبار. اعتبارا من 2013 لا يوجد أي اختبار موضوعي للفحص. الفُصام أو السكيتسوفرينيا لا تدل على «انقسام الشخصية» أو اضطراب انفصال الهوية — وهي حالة نفسية غالبا ما تَختلط على معظم عامة الناس.
تُمثل الأدوية المضادة للذهان الركيزة الأساسية في علاج الفُصام بالإضافة إلى العلاج النفسي وإعادة التأهيل المهني والاجتماعي. من غير الواضح إذا ما كانت مضادات النمطية أم غير النمطية أفضل في العلاج. في الحالات التي لا تتحسن باستخدام مضادات الذهان، قد يُستخدم الكلوزابين. في بعض الحالات الأكثر خطورة — التي تشكل خطرًا على سلامة المريض أو الآخرين — قد يَلزم الإيداع الإجباري بالمستشفى بالرغم من أن مدة الإقامة بالمستشفى أقصر وأقل تكراراً مما كانت عليه سابقًا.
يصاب حوالي 0.3-0.7% من الناس بالفُصام خلال فترة ما خلال حياتهم. في عام 2013، قُدر بأن هناك حوالي 23.6 مليون حالة حول العالم. والذكور أكثر عرضة للإصابة بالمرض من الإناث. حوالي 20% من المصابين يبلون بلاءً حسنًا وعدد أقل يُشفى تمامًا من المرض. من الشائع أن يعاني المريض من مشاكل اجتماعية مثل البطالة لفترة طويلة والفقر وانعدام المأوى. متوسط العمر المتوقع للأشخاص الذين يعانون من الاضطراب أقل بحوالي 10 إلى 25 سنة من المتوسط المتوقع للأفراد الطبيعيين، وهو ما ينتج عن تزايد المشاكل الصحية الجسمانية وارتفاع معدل الانتحار (حوالي 5%). في 2013، قُدر بأن هناك 16,000 حالة وفاة ناتجة عن سلوكيات ذات علاقة أو ناجمة عن الفُصام.

## الأعراض
قد يعاني الشخص الذي شُخصت حالته بالفُصام من هلوسة (أغلبها سماع أصوات) ووُهام (يتصف غالباً بالغرابة أو ذو طبيعة اضطهادية) وكلام وتفكير مضطرب. يمكن أن يتراوح الأخير من فقدان تتابع الأفكار إلى ضعف ترابط الجمل من حيث المعنى وإلى كلام غير مفهوم في الحالات الخطيرة. من الأعراض الشائعة عند الإصابة بالفُصام؛ الانسحاب الاجتماعي وعدم الاهتمام بالملبس أو النظافة الشخصية والافتقار إلى الحافز والقدرة على تقدير الأمور.
غالباً ما يلاحظ نمط من الأزمات الانفعالية، مثل ضعف الاستجابة. كما يرتبط قصور الإدراك الاجتماعي بالإصابة بالفُصام، وكأحد أعراض جنون الارتياب؛ عادةً ما تحدث عزلة اجتماعية. كما توجد عادةً صعوبات في عملية والذاكرة طويلة المدى والانتباه والأداء التنفيذي وسرعة معالجة المعلومات. يمكن أن يظل الشخص المصاب بأحد الأنواع الفرعية غير الشائعة صامتاً لفترات طويلة أو يبقى دون حركة في وضعيات غريبة أو يصاب باهتياج عشوائي؛ وجميعها من علامات الإصابة بالجامود.
يكون لدى المصابين بالفُصام نسبة أعلى للإصابة بمتلازمة القولون المتهيج ولكنهم غالبا لا يذكرون الأمر إلا إذا سُئِلوا على وجه التحديد.

### الأعراض الإيجابية والسلبية
غالباً ما يُوصف الفُصام من ناحية الأعراض الإيجابية والسلبية (أو القصور). الأعراض الإيجابية هي تلك الأعراض التي لا يمر بها عادةً معظم الأشخاص ولكنها تحدث مع المصابين بالفُصام. ويمكن أن تتضمن تشوش الأفكار وكلام مضطرب وهلوسات لمسية وسمعية وبصرية وشمية وذوقية، والتي تعتبر عادةً من مظاهر الذُهان. كما ترتبط الهلوسات عادةً بمضمون موضوع الوُهام. هذا وتستجيب الأعراض الإيجابية للأدوية على نحو جيد بشكل عام.

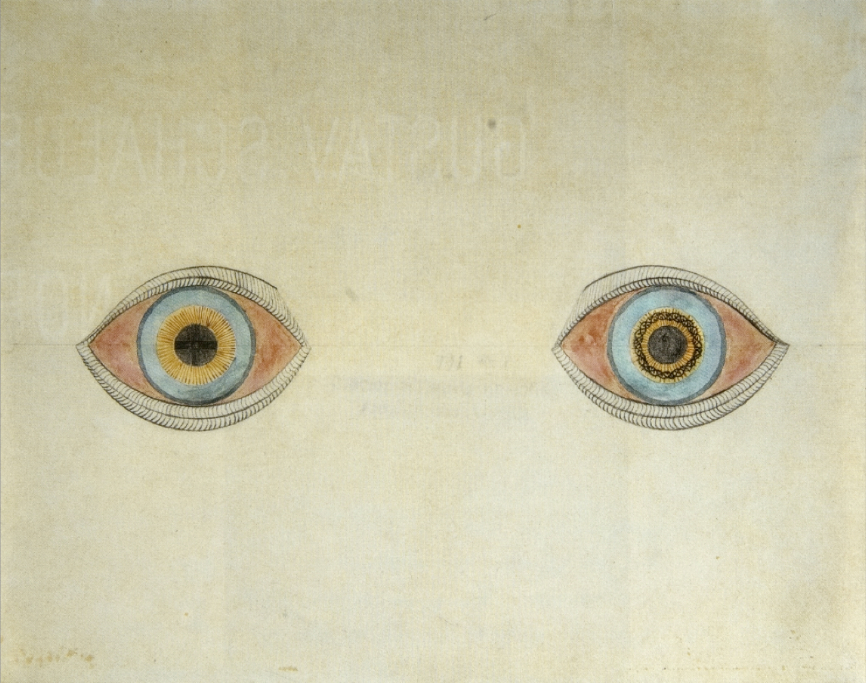
لوحة عيوني في هذه اللحظة للفنان الألماني أوغست ناترر الذي عانى من الفُصام

تتمثل الأعراض السلبية في قصور في الاستجابات الانفعالية الطبيعية أو في عمليات التفكير الأخرى، كما أن استجابتها للأدوية أضعف. وتتضمن عادةً ردود فعل وانفعالات فاترة أو ردود فعل لامبالية وضعف الكلام (حبسة) وعدم القدرة على الاستمتاع (انعدام التلذذ) وعدم الرغبة في تكوين علاقات (البعد عن المخالطة الاجتماعية) و
الافتقار إلى الحافز (انعدام الإرادة). تشير الأبحاث إلى أن الأعراض السلبية تساهم أكثر من تلك الإيجابية في انخفاض جودة الحياة والعجز الوظيفي وإلقاء الأعباء على الآخرين. غالباً ما يكون للأشخاص الذين يعانون من أعراض سلبية واضحة سوابق من ضعف القدرة على التكيف قبل بدء ظهور المرض، كما أن الاستجابة للأدوية غالباً ما تكون محدودة.

### بداية الأعراض
تتمثل فترات الذروة لظهور مرض الفُصام عند المراهقة المتأخرة والبلوغ المبكر، وهي سنوات حرجة بالنسبة للتنمية الاجتماعية والمهنية للشباب. تظهر الحالة قبل سن التاسعة عشر عند نسبة 40% من الرجال و23% من النساء اللاتي شُخصت حالتهنّ بالفُصام. أُجريت الكثير من الأبحاث مؤخراً للحد من الاضطراب النمائي المرتبط بالإصابة بالفُصام، وذلك من خلال تحديد وعلاج المرحلة البادرية (قبل ظهور المرض) والتي اكتشف أنها تصل إلى 30 شهراً قبل ظهور الأعراض. الأشخاص الذين تستمر حالة الفُصام عندهم في التطور ربما يعانون من أعراض ذهانية عابرة أو ذاتية الشفاء ومن أعراض غير محددة من الانسحاب الاجتماعي والتهيجية والانزعاج والخلل الحركي أثناء المرحلة البادرية.

## المسببات
تلعب مجموعة من العوامل الجينية والعوامل البيئية دوراً هامًا في تطور الفُصام. يبلغ احتمال تشخيص الإصابة بالفُصام لدى الأشخاص الذين لديهم سوابق عائلية للإصابة بالفُصام ما بين 20-40% بعد سنة من ظهور أعراض الذُهان العابر.

### الوراثيات
تتفاوت التقديرات المتعلقة بقابلية الانتقال بالوراثة نظراً لصعوبة الفصل بين الآثار الجينية والبيئية. ولكن قُدر متوسط بنسبة 0.80. أكثر ما يشكل خطراً على مرض الفُصام هو وجود قريب من الدرجة الأولى مصاب بالمرض (نسبة الخطر 6.5%)؛ ويصاب أيضًا أكثر من 40% من التوائم المتماثلة لوالدين مصابين بالفُصام. في حال إصابة أحد الوالدين بالمرض فأن النسبة الخطر تكون 13%، أما في حال إصابة كلا الوالدين فأن النسبة تكون تقريبًا 50%.
هناك العديد من الجينات المؤثرة التي يشارك كل منها بتأثير ضئيل ذي انتقال وتعبير مجهولين. اقتُرح العديد من المرشحين المحتملين من بينهم نوع معين من اختلاف عدد النسخ وبروتين NOTCH4 وموضع بروتين الهيستون. يبدو أن هناك تراكب قوي في الجينات المتعلقة بالفُصام والاضطراب ذو الاتجاهين.
بافتراض وجود أساس وراثي، يطرح علم النفس التطوري سؤالاً؛ ألا وهو لماذا تتطور الجينات التي تزيد احتمال الإصابة بالذُهان، بافتراض أن الحالة غير متأقلمة من وجهة نظر تطورية. تتضمن بعض النظريات جينات مرتبطة بتطور اللغة والطبيعة البشرية، إلا أنه حتى الآن تبقى هذه الأفكار ذات طبيعة فرضية وليس أكثر.

### البيئة
تتضمن العوامل البيئية المرتبطة بتطور الفُصام؛ البيئة المعيشية وتناول العقاقير وإجهاد ما قبل الولادة.
أما أسلوب التربية فلا يبدو ذو تأثير قوي، وإن كان الأشخاص من أبوين داعمين تكون حالاتهم أفضل من ذوي الآباء الناقدين أو العدائيين. ترفع الصدمات النفسية في مرحلة الطفولة وموت أحد الوالدين والتنمر وسوء المعاملة نسبة خطر الإصابة بالذهان. وجد دوماً أن المعيشة في بيئة حضرية أثناء الطفولة أو المراهقة ترفع من خطر الإصابة بالفُصام بعامل أو عاملين، وذلك حتى بعد الأخذ بالاعتبار استعمال العقاقير الاستجمامي والجماعة الإثنية وحجم الجماعة الاجتماعية. أما العوامل الأخرى التي تلعب دوراً هاماً فتتضمن العزلة الاجتماعية والهجرة المتعلقة بالأزمات الاجتماعية والتفرقة العنصرية والخلل الأسري والبطالة وسوء الظروف السكنية.

#### تعاطي المخدرات
حوالي نصف المصابين بالفُصام يتعاطون المخدرات أو يستهلكون الكحول بشكل مُفرط. يمكن للكوكايين والأمفيتامينات والكحول، إلى حدٍ أقل، أن تسبب ذهان كحولي وذهان اهتياجي عابرين شبيهين بالفُصام إلى حد كبير. على الرغم من عدم الاعتقاد عمومًا بأنه مسبب للمرض، إلا أن المصابين بالفُصام يستهلكون النيكوتين بنسب أعلى بكثير من عامة الناس.
يمكن أن تسبب معاقرة الكحول اضطراب ذهاني مزمن. ولكن استهلاك الكحول غير مرتبط ببداية أبكر للذهان.
يمكن أن يكون القنب الهندي عامل مساهم في الفُصام، حيث يُرجح بأنه يسبب ظهور المرض لدى أولئك الذين هم فعلا عرضة للإصابة. هذا الخطر الزائد ربما يحتاج إلى وجود جينات معينة لدى الفرد أو ذات الصلة بأمراض نفسية موجودة مسبقًا. والتعرض أو التعاطي المُبكر يرتبط بقوة بزيادة نسبة خطر الإصابة. حجم نسبة الخطر الزائدة غير واضحة ولكن يبدو بأنه أعلى بحوالي ضعفين أو ثلاثة أضعاف في تسبيب الذهان. الجرعات الأعلى والاستخدام المتكرر يشيران إلى خطر متزايد للإصابة بالذهان المزمن.
يمكن تناول العقاقير الأخرى من قبل المصابين بالفُصام كوسيلة لمواجهة الاكتئاب والقلق والملل والشعور بالوحدة.

#### عوامل التطور
إن عوامل مثل نقص التأكسج والعدوى أو التوتر وسوء تغذية الأم أثناء تطور الجنين، قد تؤدي إلى زيادة طفيفة في احتمالية الإصابة بالفُصام فيما بعد. ومن المحتمل أن الأشخاص الذين شُخِّصَت إصابتهم بالفُصام هم من مواليد فصل الشتاء أو الربيع (على الأقل في نصف الأرض الشمالي)، والذي قد ينتج عن المعدلات المرتفعة للتعرض للفيروسات في الرحم. وهذه الخطورة الزائدة تشكل حوالي 5 إلى 8%. أيضًا من العَدَوات الأخرى المسببة، خلال الحمل أو في وقت قريب من موعد الولادة، مقوسة غوندية وداء المتدثرات.

## الآليات
تمت عدة محاولات لشرح الرابطة بين وظيفة المخ المتبدلة والفُصام. وأكثرها شهرة هي فرضية الدوبامين، التي تُعزي الذهان إلى إخطاء العقل تفسير اختلال إطلاق خلايا الدوبامين العصبية. وتشير الأدلة إلى أن الفُصام لديه عنصر النمو العصبي. قبل بداية الفُصام، دائماً ما يكون هناك حالات ضعف في الإدراك وفي أداء الوظائف الاجتماعية والمهارات الحركية. ذلك بالإضافة إلى مشاكل قبل الولادة مثل عدوى الأم وسوء تغذيتها والمضاعفات أثناء فترة الحمل كل هذا يزيد من خطر الإصابة بالفُصام. عادة ما يظهر الفُصام في الفترة بين 18 و25 من العمر وهي مرحلة عمرية تتداخل مع مراحل معينة من النمو العصبي ترتبط بالفُصام.

### النفسية

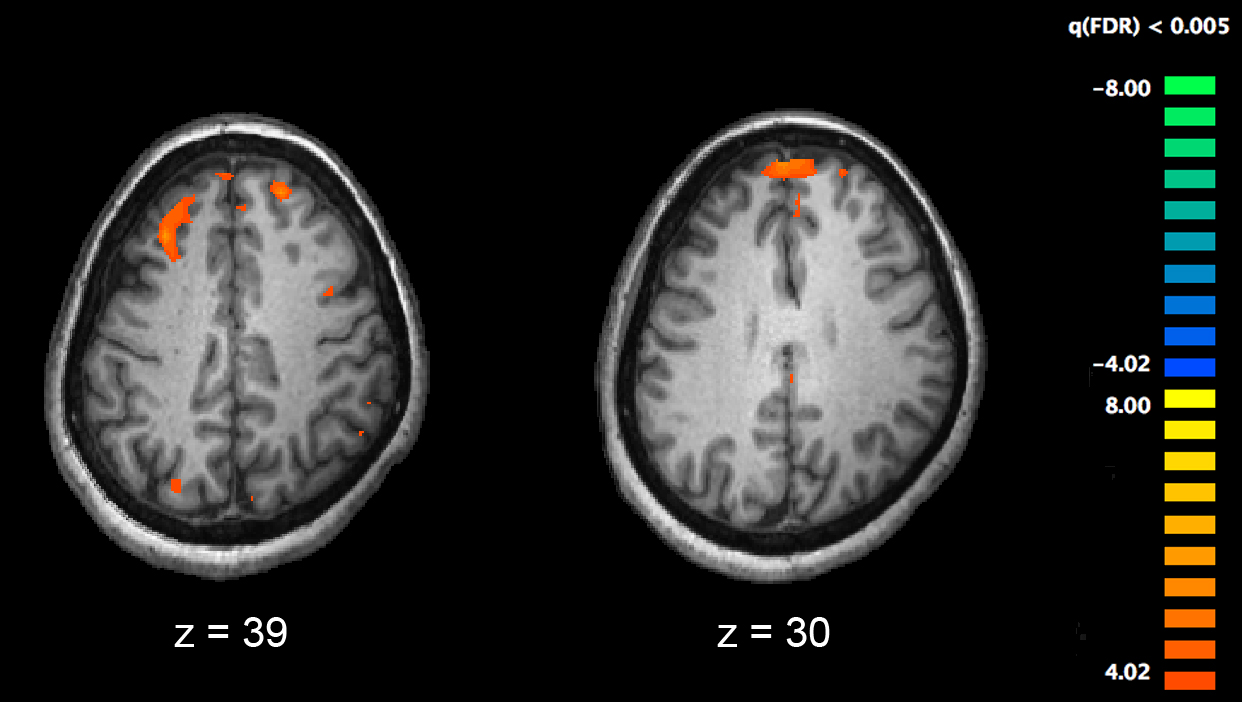
تصوير بالرنين المغناطيسي الوظيفي يظهر مستويين في الدماغ، المناطق البرتقالية كانت أكثر نشاطاً لدى أفراد الأصحاء بينما كانت أقل نشاطا لدى مصابي الفُصام الخاضعين للعلاج.

تتداخل الكثير من الآليات النفسية في تطور الفُصام واستمراره. لقد لوحظ انحياز معرفي لدى الذين شُخصوا أو لدى المعرضين للخطر، خاصة عند وجود حالات التوتر أو في المواقف المُربِكة. قد تعكس بعض الخصائص الإدراكية عجز شامل في الإدراك العصبي مثل فقدان الذاكرة، بينما يكون البعض الآخر متعلق بمشاكل وتجارب معينة.
بالرغم من المشاعر المتلبدة الظاهرة، تشير النتائج الحديثة إلى أن الكثير من الأفراد الذين شُخّصوا بالفُصام يستجيبون من الناحية العاطفية، خاصة للمحفزات المرهقة أو السلبية وأن تلك الحساسية قد تتسبب في ضعف تجاه الأعراض أو الاضطراب. تشير بعض الدلائل إلى أن مضمون المعتقدات الوهمية والتجارب الذهانية يمكن أن تعكس أسباب الاضطراب العاطفية، وبأن كيفية تفسير المريض لتلك التجارب يمكن أن تؤثر على الأعراض الظاهرة. اللجوء إلى «سلوكيات السلامة» (إيماءات أو استخدام الكلمات في سياقات محددة) لتجنب أو تحييد إخطار مُتخيلة قد يساهم في مدى إزمان هذه الأوهام. ويأتي دليل آخر على دور الآليات النفسية من آثار العلاجات النفسية على أعراض الفُصام.

### العصبية

يرتبط الفُصام بتضخم في البطين الجانبي في الدماغ.

يرتبط الفُصام باختلافات دقيقة في بُنيان الدماغ، وُجدت لدى 40 إلى 50% من الحالات، وفي كيمياء الدماغ أثناء الحالات الذهانية الحادة. وقد أظهرت الدراسات التي تستخدم الاختبارات العصبية والتصوير العصبي مثل التصوير بالرنين المغناطيسي الوظيفي والتصوير المقطعي بالإصدار البوزيتروني لفحص الاختلافات الوظيفية في نشاط الدماغ بأن هذه الاختلافات تحدث غالبًا في الفص الجبهي وقرن آمون والفص الصدغي. وقد أُبِلغ عن وجود انكماشات في حجم الدماغ أصغر من تلك التي وُجِدت في مرض الزهايمر في مناطق من القشرة الأمامية والفصوص الخلفية. ومن غير المؤكد ما إذا كانت تلك التغييرات في الحجم آخذه في التقدم أم أنها كانت مسبقة الوجود قبل بداية المرض. وقد رُبِطت تلك الاختلافات بعجز الإدراك العصبي والذي غالباً ما يرتبط بالفُصام. نظرا لتغير الدارات العصبية، فقد اقتُرح أن يُنظر إلى الفُصام وكأنه مجموعة من اضطرابات التطور العصبي. هناك بعض النقاشات حول إذا ما كان العلاج بمضادات الذهان ذاته يسبب انكماشات في حجم الدماغ.
أُولِيَ اهتمام خاص إلى وظيفة الدوبامين في الممر الطرفي الحوفي للدماغ. وقد نتج هذا التركيز بصورة كبيرة عندما ظهر عرضيًا بأن استخدام أدوية الفينوثيازين، والتي تعترض وظيفة الدوبامين، يمكنه الحدّ من الأعراض الذهانية. كما يدعمها أيضاً حقيقة أن الأمفيتامينات، والتي تحث على إطلاق الدوبامين، قد تزيد من الأعراض الذهانية في الفُصام. تفترض نظرية الدوبامين المؤثر في الفُصام أن التنشيط الزائد لمُستقبِلات الدوبامين D2 كانت سبب (الأعراض الإيجابية) للفصام. وعلى الرغم أنه كان من المُسَّلمات لما يقرب من 20 عاماً بناءً على التأثير المعيق لـ D2 الشائع في جميع مضادات الذُهان، إلا أنه لم يُتثبت منه حتى منتصف التسعينات حيث قدمت دراسات أشعة التصوير المقطعي بالإصدار البوزيتروني والتصوير الطبي بأشعة غاما الأدلة الداعمة لذلك. وتُعتبر الآن نظرية الدوبامين مُبسطة، ويرجع ذلك جزئياً إلى الأدوية الجديدة المضادة للذهان (الأدوية مضادات الذهان غير النمطية) التي يمكن أن تكون بذات فعالية الأدوية القديمة (الأدوية مضادات الذهان النمطية)، ولكن أيضاً تؤثر على وظيفة السيروتونين وقد تكون ذات تأثير أقل قليلاً على إعاقة الدوبامين.
كما رُكِّزَ الاهتمام أيضاً على الناقل العصبي حمض الجلوتاميك والوظيفة المخفَّضة لـمستقبِل الجلوتاميك NMDA في مرض الفُصام، ويرجع هذا بصورة كبيرة إلى المستويات المنخفضة بصورة غير طبيعية من مستقبِلات الجلوتاميك التي عُثِر عليها في دماغ المتوفيين ممن شُخِّصَت إصابتهم بالفُصام، واكتشاف أن العقاقير المُعيقة للغلوتاميت مثل الفينسيكليدين والكيتامين يمكنها أن تُقلّد الأعراض والمشكلات الإدراكية المرتبطة بالحالة. وترتبط وظيفة الغلوتاميت المتراجعة بالأداء السيئ في الاختبارات التي تتطلب عمل الفص الأمامي وقرن آمون، ويمكن أن يؤثر الجلوتاميك على وظيفة الدوبامين، وكلاهما يرتبط بالفُصام، مما أشار إلى وجود دور وسيط هام (وقد يكون سببيًا) لممرات الغلوتاميت في الحالة. ولكن الأعراض الإيجابية فشلت في الاستجابة للعلاج بالجلوتاميك.

## التشخيص
يُشخص الفُصام بناءً على معايير الجمعية الأمريكية للأطباء النفسيين المعتمدة في النسخة الخامسة من الدليل التشخيصي والإحصائي للاضطرابات النفسية (DSM-5)، أو التصنيف العالمي الإحصائي للأمراض والمشكلات المتعلقة بالصحة (ICD-10) الصادر عن منظمة الصحة العالمية. تستخدم تلك المعايير تجارب الإبلاغ الذاتي للشخص والإبلاغ عن الأمور غير الطبيعية في السلوك، ويتبعها تقييم في العيادة يقوم به مختص في الصحة العقلية. تحدث الأعراض المرتبطة بالفُصام بصورة متصلة في المجموعات السكانية ويجب أن تصل إلى حدة معينة قبل أن يُشخص. اعتبارا من عام 2013 لا يوجد اختبار موضوعي للتشخيص.

### المعايير
في 2013، أصدرت الجمعية الأمريكية للأطباء النفسيين النسخة الخامسة من الدليل التشخيصي والإحصائي للاضطرابات النفسية. حتى يُشخص المريض بالفُصام يجب أن يتوافر معيارين تشخيصيان مع وجود كل منها معظم الوقت خلال فترة شهر على الأقل، مع تأثير كبير على الأداء الاجتماعي أو المهني لمدة ستة أشهر على الأقل. فيجب على المريض أن يعاني من الأوهام أو الهلوسات أوالحديث غير المنظم. العَرَض الثاني يمكن أن يكون عَرَض سلبي أو سلوك غير مُنظم بشدة أو جامودي تماما. لم يتغير تعريف الفُصام بشكل أساسي عما ورد في نسخة 2000 من الدليل التشخيصي والإحصائي (DSM-IV-TR)، لكن حصلت بعض التغييرات في النسخة الخامسة من الدليل.
- تصنيفات فرعية - مثل الفُصام الزوراني والجامودي - أُزِيلت لقلة قيمتها التشخيصية.[174]
- لم يُعد الجامود مرتبط بقوة مع الفُصام.[175]
- عند وصف فصام المريض، من الموصى عمل تَفريق أفضل بين حالة المرض الحالية وتقدمها التاريخي، من اجل تحقيق وصف أوضح.[174]
- لم يُعد موصى بطريقة أعراض الدرجة الأولى لكورت شنايدر.[174]
- وُضِع تعريف أفضل للاضطراب الفُصامي العاطفي لتمييزه عن الفُصام بشكل أوضح.[174]
- أُوصِيَ بتقييم يغطي ثمانية مجالات في علم نفس الأمراض من اجل المساعدة في اتخاذ القرارات السريرية.[176]

تستخدم معايير ICD-10 في الدول الأوروبية، بينما تستخدم معايير DSM في الولايات المتحدة الأمريكية وبدرجات متفاوتة حول العالم، وهي السائدة في الدراسات البحثية. تهتم معايير ICD-10 بصورة أكبر بأعراض الدرجة الأولى لكورت شنايدر. عملياً، التوافق بين النظامين مرتفع.
إذا ما ظلت علامات الاضطراب لأكثر من شهر لكن أقل من ستة أشهر يُعتمد الاضطراب فصامي الشكل. يمكن تشخيص الأعراض الذهانية التي تستمر أقل من شهر على أنها اضطراب ذهاني وجيز، ويمكن تصنيف بعض الحالات بأنها اضطراب ذهاني لم يُصنف بخلاف ذلك. بينما يُشخص بالاضطراب الفُصامي العاطفي إذا ما كانت أعراض الاضطراب المزاجي متواجدة بصورة أساسية بجانب الأعراض الذهانية. إذا كانت الأعراض الذهانية هي نتيجة نفسية مباشرة لحالة طبية عامة أو دواء. فأن التشخيص يعتبر كإحدى الأعراض الذهانية الثانوية لتلك الحالة. لا يمكن التشخيص بالفُصام في حال توافر أعراض الاضطرابات النمائية الشاملة، إلا إذا كان هناك أوهام أو هلوسة بارزة أيضا.

### التصنيفات الفرعية
مع نشر النسخة الخامسة من الدليل التشخيصي والإحصائي للاضطرابات النفسية (DSM 5)، قامت الجمعية الأمريكية للأطباء النفسيين بحذف التصنيفات الفرعية للفصام. ضمت النسخة السابقة (DSM-IV-TR) خمسة تصنيفات فرعية، وهي:
- نوع جنون الارتياب: توجد ضلالات أو ضلالات سمعية، ولكن لا يوجد اضطراب في التفكير أو سلوك غير منظم أو التسطيح العاطفي. الضلالات تكون إما بالاضطهاد و/أو العظمة، ولكن بالإضافة إلى ذلك، قد توجد موضوعات أخرى مثل الغيرة أو التدين المتكلف أو الجسدنة (DSM code 295.3/ICD code F20.0)
- الفُصام غير المنظم: يُسمى "hebephrenic schizophrenic" في التصنيف الدولي للأمراض. حيث يوجد أيضاً اضطراب التفكير والتسطيح العاطفي معاً. (DSM code 295.1/ICD code F20.1)
- نوع الجامود: هنا تقريبا لا يتحرك المريض ابدًا أو قد يُظهر الحركات اهتياجية لاهدفية. يمكن أن تضم الأعراض خدر الجامود ومرونة شمعية. (DSM code 295.2/ICD code F20.2)
- النوع اللا متمايز: توجد أعراض ذهانية ولكن لا تحقق معايير جنون الارتياب أو غير المنظم أو الجامود. (DSM code 295.9/ICD code F20.3)
- النوع المتبقي: توجد أعراض إيجابية بحدة منخفضة فقط. (DSM code 295.6/ICD code F20.5)

يحدد ICD-10 (التصنيف الإحصائي الدولي للأمراض والمشاكل الصحية ذات الصلة – النسخة العاشرة) نوعين فرعيين إضافيين:
- الإكتئاب التالي للفصام: نوبة اكتئابية تنشأ في أعقاب مرض الفُصام حيث قد تكون بعض أعراض الفُصام منخفضة الشدة لا تزال موجودة (ICD code F20.4)
- الفُصام البسيط: تطور خفي وتدريجي لأعراض سلبية بارزة دون وجود سوابق لنوبات ذهانية (ICD code F20.6).

الفُصام الخامل هو نوع فرعي موجود في النسخة الروسية من التصنيف الإحصائي الدولي للأمراض والمشاكل الصحية ذات الصلة – النسخة العاشرة (ICD-10)

### التشخيص التفريقي
قد تكون الأعراض الذهانية موجودة في العديد من الاضطرابات النفسية الأخرى، بما فيها اضطراب ثنائي القطب واضطراب الشخصية الحدية والتسمم الدوائي وذهان المخدرات. كما توجد الضلالات أو الأوهام («غير الغريبة») أيضا في الاضطراب الوهامي، والانسحاب الاجتماعي في اضطراب القلق الاجتماعي واضطراب الشخصية الاجتنابي واضطراب الشخصية الفُصامي. يوجد في اضطراب الشخصية الفُصامي أعراض مشابهة لإعراض الفُصام ولكن بدرجة أقل حدة. هناك مراضة مشتركة للفصام مع الوسواس القهري (OCD) إلى حد كبير لا يمكن تفسيره في كثير من الأحيان بمجرد الصدفة، على الرغم من صعوبة التمييز بين الهواجس التي تحدث في الوسواس القهري عن أوهام الفُصام. يعاني بعض الأفراد عند توقفهم عن تعاطي البنزوديازيبين من أعراض انسحابية حادة قد تستمر لفترة طويلة، وقد تشابه الفُصام إلى حد كبير وقد تُشخص بالخطأ على أنها فُصام.
قد تكون هناك حاجة لإجراء فحص طبي وعصبي أشمل لاستبعاد الأمراض الجسدية التي نادرا ما قد تسبب أعراضا ذهانية مثل الفُصام، مثل اضطرابات الاستقلاب والعدوى الجهازية والزهري وفيروس العوز المناعي البشري والصرع وآفات الدماغ. السكتة والتصلب المتعدد وفرط الدرقية وقصور الدرقية والخرف ومرض آلزهايمر وداء هنتنغتون والخرف الجبهي الصدغي وداء جسيمات ليوي، جميع هذه الأمراض أيضًا لديها أعراض ذهانية مشابهة للفصام. قد يكون من الضروري استبعاد الهذيان، الذي يمكن تمييزه بالهلوسة البصرية والبدء الحاد والتذبذب في تغير مستوى الوعي، وهو يشير إلى وجود مرض طبي كامن. لا تتكرر الاستقصاءات عادة عند حدوث الانتكاسة ما لم يكن هناك سبب «طبي» محدد أو إثار ضائرة ممكنة الحدوث بسبب الأدوية المضادة للذهان. في حالة هلوسات الأطفال يجب التفريق بينها وبين خيالات الأطفال الطبيعية.

## الوقاية
تعتبر الوقاية من الفُصام صعبة نظراً لعدم وجود علامات موثوق بها لتطور هذا المرض لاحقاً. هناك بعض الأدلة الضعيفة على فعالية التدخل المبكر للوقاية من الفُصام. في حين أن هناك بعض الأدلة على أن التدخل المبكر لدى الأفراد الذين يعانون من النوبات الذهانية قد يساهم بتحسين النتائج على المدى القصير، إلا أن فائدة هذه التدابير بعد خمس سنوات تبقى ضئيلة. إن محاولة الوقاية من الفُصام في مرحلة البادرة ذات فائدة غير مؤكدة، لذا توقفت التوصية بها اعتبارا من عام 2009. قد يقُلل العلاج السلوكي المعرفي من خطر الذهان بعد سنة واحدة عند أولئك المعرضين لخطر الإصابة بشكل عالي، ويوصي به المعهد الوطني للصحة وتفوق الرعاية لهذه الفئة. تدبير وقائي آخر ينصح به ألا وهو تجنب المخدرات المرتبطة بظهور أعراض الفُصام مثل، القنب والكوكايين والأمفيتامينات.

## تدبير الحالة
العلاج الأساسي للفصام هو الأدوية المضادة للذهان، وغالبا بالاشتراك مع الدعم النفسي والاجتماعي. قد يُلجَأ إلى الإيداع بالمستشفى بصورة غير طوعية في حالة النوبات الشديدة (إذا سمحت تشريعات الصحة النفسية بذلك) أو بصورة طوعية أيضًا. الإيداع طويل الأمد غير شائع منذ أن بدأ الإخراج من البيمارستان (أي استبدال الإقامة المطولة في مستشفيات الأمراض النفسية بخدمات الصحة النفسية المجتمعية الأقل عزلة) في الخمسينات من القرن الماضي، على الرغم من حدوثه حتى الآن. وتتضمن خدمات الدعم المجتمعي مراكز الإيواء المؤقت والزيارات التي يقوم بها أعضاء فريق الصحة النفسية المجتمعية والتوظيف المدعوم ومجموعات الدعم من الأمور الشائعة أيضًا. تشير بعض الأدلة إلى أن ممارسة التمارين الرياضية بانتظام لها تأثير إيجابي على الصحة الجسدية والعقلية للمصابين بالفُصام.

### الأدوية

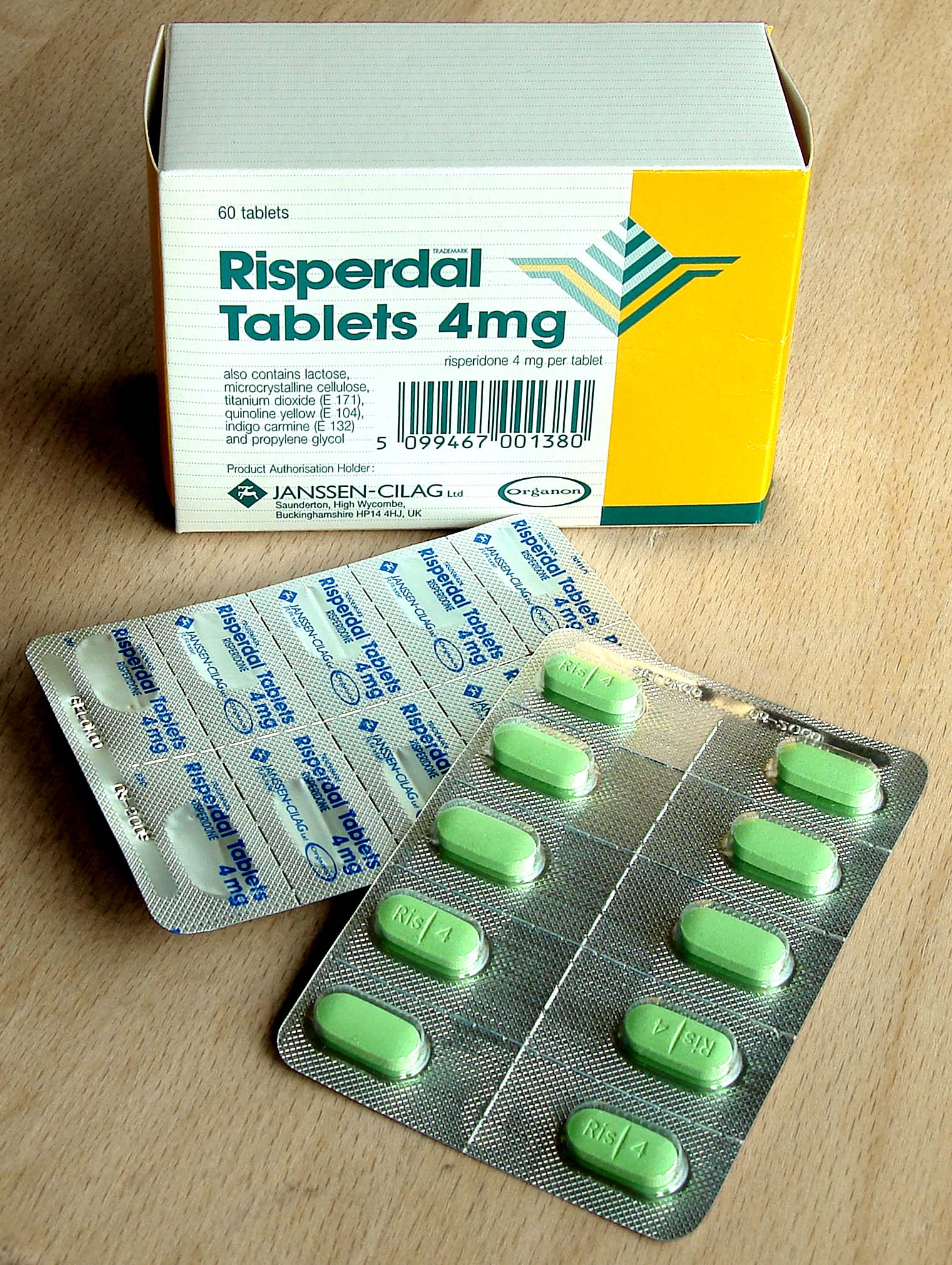
ريسبيريدون (الاسم التجاري له ريسبردال) هو دواء مضاد غير نمطي للذهان شائع

الخط العلاجي النفسي الأول لمرض الفُصام هو الأدوية المضادة للذهان، التي يمكنها أن تقلل من الأعراض الإيجابية للذهان خلال حوالي 7 - 14 يوم. إلا أن مضادات الذهان، تفشل في إحداث تحسن ملحوظ في الأعراض السلبية والخلل المعرفي. ويقلل استخدامها على المدى الطويل من خطر الانتكاس.
يستند اختيار الأدوية المضادة للذهان إلى منافعها ومخاطرها وتكاليفها وتبقى المُفاضلة بين أفضلية المضادات النمطية أو المضادات اللانمطية أمرًا قابلًا للنقاش. قد تكون مضادات الأميسولبرايد والأولانزابين والريسبيريدون والكلوزابين هي الأكثر فعالية ولكنها ترتبط بقدر أكبر من الآثار الجانبية. تتساوى المضادات النمطية واللانمطية في نسب التوقف عن استعمال الدواء ومعدلات ظهور أعراض الانتكاس عند استعمال كلا النوعين بجرعات منخفضة إلى معتدلة. هناك استجابة جيدة في 40 - 50٪ من الحالات، استجابة جزئية في 30 - 40٪، ومقاومة للعلاج (فشل تجاوب الأعراض بشكل مرضٍ بعد ستة أسابيع من استخدام إثنين أو ثلاثة من مضادات الذهان المختلفة) في 20٪ من الناس. الكلوزابين هو علاج فعال لدى الأفراد الذين يبدون استجابة ضعيفة للأدوية أخرى، ولكن له أثر جانبي خطير محتمل وهو ندرة المحببات (انخفاض عدد خلايا الدم البيضاء) في 1 - 4٪ من المرضى.
فيما يتعلق بالآثار الجانبية، ترتبط المضادات النمطية مع ارتفاع معدل الآثار الجانبية خارج الهرمية في حين ترتبط بعض المضادات اللانمطية مع زيادة ملموسة في الوزن، ومرض السكري وإمكانية الإصابة بالمتلازمة الاستقلابية؛ حيث تظهر هذه الأعراض مع الأولانزابين بينما يرتبط الريسبيريدون والكيوتيابين بالزيادة في الوزن. لدى الريسبيريدون نسبة مماثلة للهالوبيريدول من ناحية الآثار الجانبية خارج الهرمية. ويبقى من غير الواضح ما إذا كانت مضادات الذهان الأحدث تقلل من فرص حدوث المتلازمة الخبيثة لمضادات الذهان أو خلل الحركة المتأخر، وهو اضطراب عصبي نادر لكنه خطير.
بالنسبة للأشخاص الذين لا يريدون أو غير القادرين على تناول الدواء بانتظام، يمكن استعمال مستحضرات الحُقن طويلة الأمد من مضادات الذهان لتحقيق السيطرة. وتُقلل الحقن من مخاطر الانتكاس بدرجة أكبر من الأدوية المتناولة عن طريق الفم. وعند استخدامها بالاشتراك مع التدخلات النفسية، يمكنها أن تحسن الامتثال للعلاج على المدى الطويل. تقترح الجمعية الأمريكية للأطباء النفسيين إيقاف تناول مضادات الذهان في بعض الحالات عند عدم ظهور أية أعراض لمدة تزيد عن سنة.

### النفسي
هناك عدد من التدخلات النفسية والاجتماعية المفيدة في علاج مرض الفُصام ومنها: العلاج الأسري والمعالجة الإلزامية المجتمعية والتوظيف المدعوم والعلاج المعرفي، والتدريب المهني والتدخلات النفسية والاجتماعية لمنع تعاطي المخدرات والتحكم بالوزن. العلاج الأسري والتعليم، الذي يستهدف نظام أسرة الفرد بأكمله، قد يقلل من الانتكاسات والإيداع في المستشفى. الأدلة المتوفرة عن فعالية العلاج السلوكي المعرفي في تخفيف الأعراض أو منع الانتكاس قليلة. والعلاج الفني أو الدرامي لم يُبحث بشكل جيد. أظهر العلاج الموسيقي نتائج جيدة تحسين الحالة النفسية والأداء الاجتماعي عندما يقترن بالعناية الطبية والنفسية الاعتيادية.

## التكهن
للفصام تكاليف بشرية واقتصادية كبيرة. فهو يؤدي إلى تناقص متوسط العمر المتوقع بما يقرب من 10 - 25 عاما. ويرجع ذلك بسبب رئيسي إلى ارتباطه بالسمنة وسوء التغذية والحياة الخاملة والتدخين، وتلعب زيادة نسبة الانتحار دورا أقل. قد تزيد الأدوية المُضادة للذهان أيضا من المخاطر. وإزدادت هذه الاختلافات في متوسط العمر المتوقع بين السبعينات والتسعينات.
الفُصام هو أحد الأسباب الرئيسية للإعاقة، حيث يحتل الذهان النشط المرتبة الثالثة بين الحالات الأكثر إحداثا للإعاقة بعد الشلل الرباعي والخرف وقبل الشلل النصفي والعمى. يعاني ما يقرب من ثلاثة أرباع الأشخاص المصابين بمرض الفُصام من عجز مستمر مع انتكاسات. يتعافى بعض الناس تماما ويتمكن غيرهم من العمل بشكل جيد في المجتمع. يعيش معظم الأفراد المصابون بالفُصام بشكل مستقل مع دعم المجتمع المحلي. تتحقق عادة نتيجة جيدة على المدى الطويل لدى 42% من الأفراد الذين يمرون بالنوبة الأولى من الذهان، ونتيجة متوسطة لدى 35% ونتيجة سيئة لدى 27%. ويبدو أن نتائج الإصابة بالفُصام أفضل في الدول النامية عنها في العالم المتقدم. ولكن هذه الاستنتاجات تبقى موضع شك.
هناك معدل انتحار أعلى من المتوسط مرتبط بحالات الفُصام. وقد أشير إلى أن هذه النسبة قد بلغت 10٪، ولكن تحليلا أحدث لمجموعة من الدراسات والإحصاءات صححت التقديرات لتصبح 4.9٪، وتحدث معظم هذه الحوادث في الفترة التي تلي أول ظهور للحالة أو أول دخول إلى المستشفى. وتحدث محاولة الانتحار لمرة واحدة على الأقل لدى نسبة تفوق نسبة الانتحار الفعلي بعدة مرات (20 إلى 40٪)  وهناك مجموعة متنوعة من عوامل الخطر، تتضمن الجنس (الذكور)، والاكتئاب، وارتفاع نسبة الذكاء.
أظهرت الدراسات وجود ارتباط قوي بين الفُصام والتدخين في جميع أنحاء العالم. تدخين السجائر مرتفع بشكل خاص عند الأشخاص المصابين بالفُصام، بتقديرات تشير إلى أن النسبة تتراوح ما بين 80٪ إلى 90٪ هم من المدخنين المنتظمين، بالمقارنة مع 20٪ بين عموم الناس. ويميل المدخنون منهم إلى التدخين بشراهة، بالإضافة إلى تدخينهم للسجائر ذات المحتوى المرتفع من النيكوتين. تشير بعض الأدلة إلى أن الفُصام الزوراني (البارانويدي) قد يكون له إمكانية أفضل من أنواع الفُصام الأخرى من ناحية العيش المستقل والعمل المهني. أيضا تعاطي القنب (الحشيش) شائع جدا بين المصابين بالفُصام.

## علم الأوبئة
يصيب الفُصام حوالي 0.3-0.7% من الناس في مرحلة ما من حياتهم، وتشير الإحصائيات إلى إصابة 24 مليون شخص في جميع أنحاء العالم اعتباراً من عام 2011. يحدث المرض لدى الذكور بمعدل 1.4 مرة أكثر من الإناث ويظهر عادة لدى الرجال في وقت أبكر - فعمر الذروة لحدوثه هو 25 سنة للذكور و 27 سنة للإناث. أما بدء الظهور في مرحلة الطفولة فهو نادر جداً، وكذلك بدؤه في سن متوسطة أو متقدمة.
| لا تتوفر بيانات ≤ 185 185–197 197–207 207–218 218–229 229–240 | 240–251 251–262 262–273 273–284 284–295 ≥ 295 |

معدل السنوات الحياتية الضائعة بسبب مرض الفُصام لكل 100,000 نسمة في عام 2004.
لا تتوفر بيانات
≤ 185
185–197
197–207
207–218
218–229
229–240
240–251
251–262
262–273
273–284
284–295
≥ 295

على الرغم من الخبرة المستقاة بأن حدوث الفُصام ذو معدلات متماثلة في جميع أنحاء العالم، إلا إن انتشاره يختلف حول العالم، ضمن الدول، كما يختلف على المستوى المحلي وعلى مستوى المناطق المجاورة. يسبب الفُصام حوالي 1% من حالات معدل السنة الحياتية للإعاقة العالمية. وأدى إلى 20,000 حالة وفاة في 2010. يختلف معدل الفُصام بما يصل إلى ثلاثة أضعاف اعتمادا على كيفية تعريفه.
في عام 2000، وجدت منظمة الصحة العالمية بأن انتشار حالات الفُصام متقارب حول العالم، فكان معدل الانتشار بحسب العمر لكل 100,000 شخص يتراوح بين 343 في أفريقيا إلى 544 في اليابان وأوقيانوسيا للذكور و378 في أفريقيا إلى 527 في جنوب شرق أوروبا للإناث. يعاني حوالي 1.1% من البالغين في الولايات المتحدة من الفُصام.

## التاريخ
في بداية القرن العشرين، أعد الطبيب النفسي كورت شنايدر، قائمة بأشكال الأعراض الذهانية التي اعتقد أنها تميز بين الفُصام وبين أنواع الاضطرابات الذهانية الأخرى. ويُطلق عليها أعراض المرتبة الأولى أو أعراض المرتبة الأولى لشنايدر. وتتضمن وُهام سيطرة قوى خارجية على المريض؛ أي الاعتقاد بأن هناك من يقوم بإدخال أفكار إلى العقل الواعي للمريض أو يسترجعها منه؛ أو يقوم بنشرها لأشخاص آخرين؛ بالإضافة إلى هلوسات سمعية تُعلّق على أفكار المريض أو أفعاله، أو هلوسات بإجراء محادثات مع أصوات أخرى. رغم المساهمة الهامة التي قدمها تصنيف أعراض المرتبة الأولى لمعايير التشخيص الحالية، إلا أنه شُكِّكَ في نوعية تلك الأعراض. كشفت المراجعة على الدراسات التشخيصية التي أجريت في الفترة بين 1970 و2005 أنها لا تعيد تأكيد ولا ترفض مزاعم شنايدر واقترحت أنه ينبغي عدم التركيز على أعراض المرتبة الأولى في المراجعات المستقبلية على النظم التشخيصية.

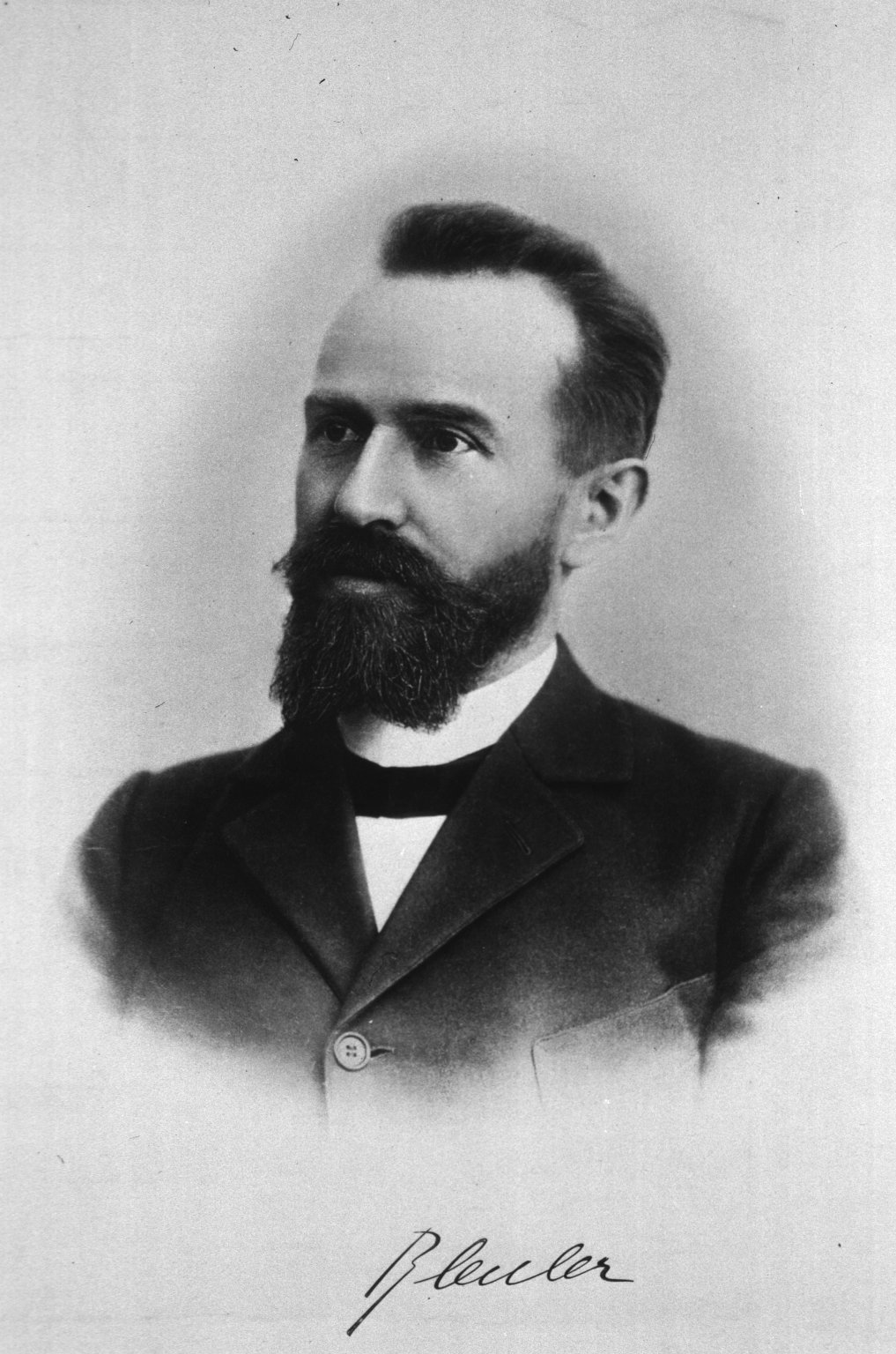
تمت صياغة مصطلح الفُصام من قبل يوجين بلولر.

تاريخ الفُصام مُعقد وليس من السهل سرده بشكل متسلسل. يُعتقد أن سجلات المتلازمات الشبيهة بالفُصام نادرة في المدونات التاريخية قبل القرن التاسع عشر، على الرغم من شيوع التقارير عن السلوك غير العقلاني أو غير المفهوم أو غير المنضبط. وغالبا ما يعتبر تقرير حالة مفصلة في 1797 بشأن جيمس تيلي ماثيوز، والتقارير الموثقة التي وضعها فيليب بينيل ونشرت في عام 1809، على أنها أولى حالات المرض في الأدبيات الطبية والنفسية. قد استخدم مصطلح الخرف المبكر (بالاتينية: Dementia praecox) لأول مرة من قِبل طبيب الأمراض العقلية الألماني هاينرش شول في عام 1886 ومجددا في عام 1891 من قبل أرنولد بيك في تقرير حالة اضطراب ذهاني. في عام 1893 استعار إميل كريبيلن المصطلح من شول وبيك وفي عام 1899 قدم تمييزا جديدا واسعا في تصنيف الاضطرابات العقلية بين الخرف المبكر واضطراب المزاج (الذي يطلق عليه اسم الاكتئاب الهوسي والذي يتضمن الاكتئاب أحادي القطب وثنائي القطب). اعتقد كريبيلن بأن الخرف المبكر كان في الأساس مرضا يصيب الدماغ بعد سن البلوغ، واستخدم مصطلح المبكر ليتميز عن غيره من أشكال الخرف مثل مرض الزهايمر الذي يحدث عادة في مرحلة متأخرة من الحياة. يُزعم في بعض الأحيان بأن استخدام مصطلح démence précoce (حرفيا «الخرف المبكر») من قبل الطبيب الفرنسي بنديكت موريل في عام 1853 يُشكل الاكتشاف الطبي للفُصام. لكن هذا الادعاء يُهمل حقيقة أنه ليس هناك رابط بين استخدام موريل الوصفي لهذا المصطلح وبين التطور المستقل لمصطلح مرض الخرف المبكر في نهاية القرن التاسع عشر.

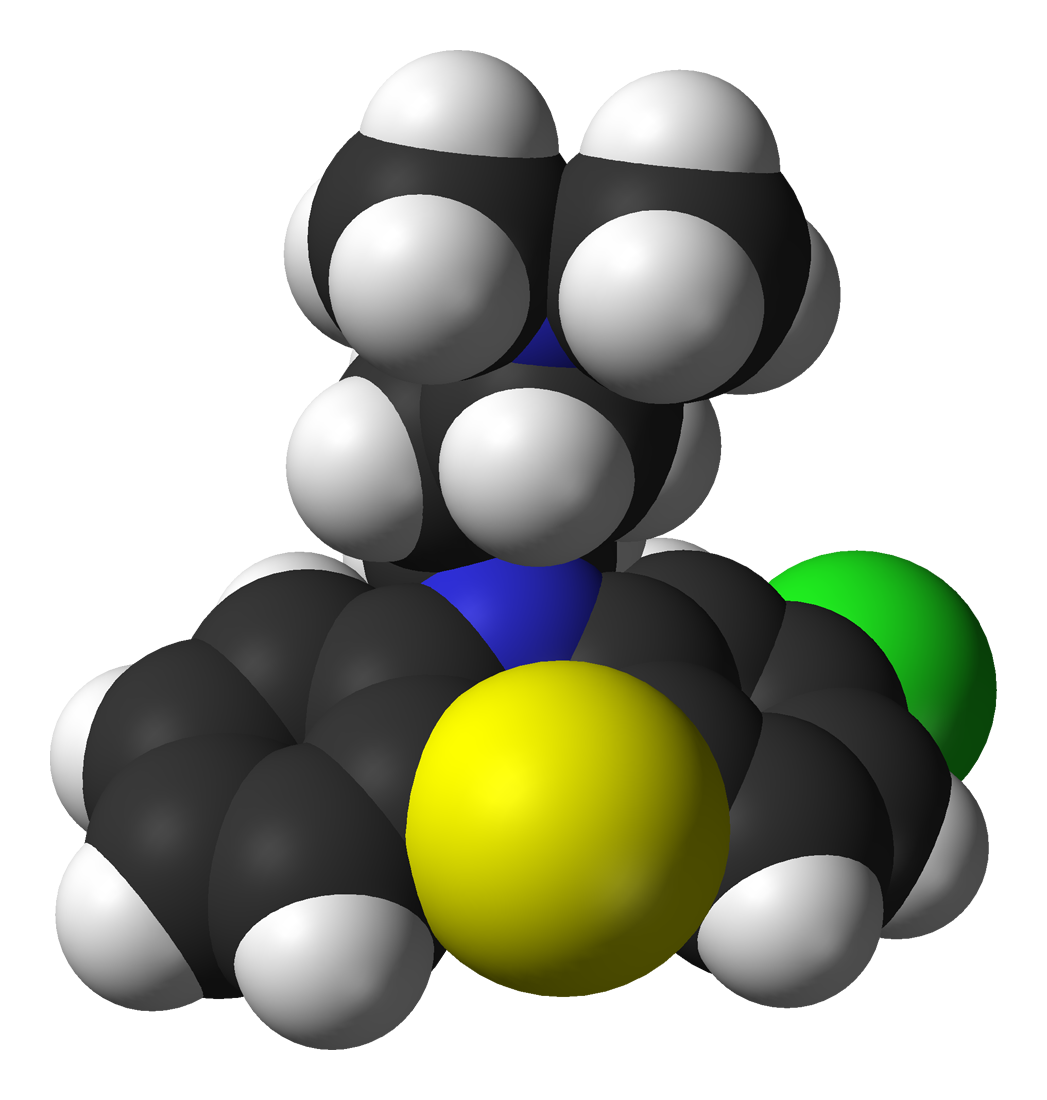
جزيء الكلوربرومازين (الاسم التجاري له "ثورازين")، الذي أحدث ثورة في علاج الفُصام في خمسينيات القرن العشرين

تعود جذور كلمة الفُصام أو السكيتسوفرينيا، والتي تترجم تقريباً كـ «انقسام العقل»، إلى اليونانية من الكلمتين skhizein بمعنى «يقسم» وphrēn بمعنى «عقل». وصيغت لأول مرة من قبل يوجين بلولر في عام 1908 وكان المقصود بها وصف الإفتراق الوظيفي بين الشخصية والتفكير والذاكرة والإدراك. وصف بلولر الأعراض الرئيسية بأربع كلمات تبدأ بالحرف A باللغة الإنجليزية، وهي تقابل تسطح الوجدان (flattened affect) و التوحد (autism) واختلال الترابط في الأفكار (impaired association of ideas) و التناقض الوجداني (ambivalence). أدرك بلولر بأن المرض لم يكن خرفا، لأن بعض مرضاه تحسنت حالهم بدلا من أن تتدهور، وبالتالي اقترح مصطلح الفُصام بدلا من الخرف. وحدثت ثورة في علاج الفُصام في منتصف خمسينات القرن العشرين مع تطوير وإدخال الكلوربرومازين.
في أوائل السبعينات من القرن العشرين، كانت المعايير التشخيصية لمرض الفُصام موضوعا لعدد من الخلافات التي أدت في النهاية إلى المعايير العملية المستخدمة اليوم. وأصبح من الواضح بعد الدراسة التشخيصية التي أجريت عام 1971 في الولايات المتحدة والمملكة المتحدة أن الفُصام أكثر تشخيصا بكثير في أمريكا مما هو في أوروبا. ويعزى ذلك جزئيا إلى معايير التشخيص الفضفاضة في الولايات المتحدة، والتي استندت إلى الدليل التشخيصي والإحصائي للاضطرابات النفسية - الطبعة الثانية (DSM-II)، والذي يختلف عن المنهج الأوروبي الذي استند على التصنيف الدولي للأمراض - الطبعة التاسعة (ICD-9). وقد خلصت الدراسة التي أجراها ديفيد روسنهن عام 1972 والتي نشرت في دورية  ساينس تحت عنوان "التمتع بالعقل في أماكن مجنونة"، إلى أن تشخيص الفُصام في الولايات المتحدة كان في كثير من الأحيان غير موضوعي ولا يُعتمد عليه. كانت هذه بعض العوامل التي أدت إلى إعادة النظر ليس فقط في تشخيص مرض الفُصام، بل لتنقيح الدليل التشخيصي والإحصائي للاضطرابات النفسية كله، مما أدى إلى نشر الطبعة الثالثة منه (DSM-III) في عام 1980.
يشيع سوء فهم مصطلح الفُصام على أنه يعني أن مرضاه لديهم «انقسام في الشخصية». وعلى الرغم من أن بعض المصابين بمرض الفُصام قد يسمعون أصواتاً وقد يتوهمون أن أصحاب تلك الأصوات شخصيات مميزة مختلفة، إلا إن الفُصام لا ينطوي على تغير الشخص إلى عدة شخصيات مختلفة. ويرجع سبب هذا الارتباك جزئيا إلى التفسير الحرفي لمصطلح الفُصام الذي استخدمه بلولر (كان بلولر قد ربط الفُصام بالانفصال وشَمل الشخصية المنفصلة في تصنيفه للفصام). كما كان اضطراب انفصال الهوية (وجود شخصية منقسمة) يُشخص في كثير من الأحيان خطأ على أنه فُصام استنادا إلى معايير DSM-II الفضفاضة. عُرف أول سوء استخدام لهذا المصطلح ليعني «الشخصية المنقسمة» في مقال للشاعر ت. س. إليوت في عام 1933. وتتبع باحثون آخرون جذورًا أسبق. بل يشير المصطلح في الواقع إلى «انقسام في الوظائف العقلية»، الأمر الذي ينعكس في كيفية ظهور المرض.

## المجتمع والثقافة السائدة

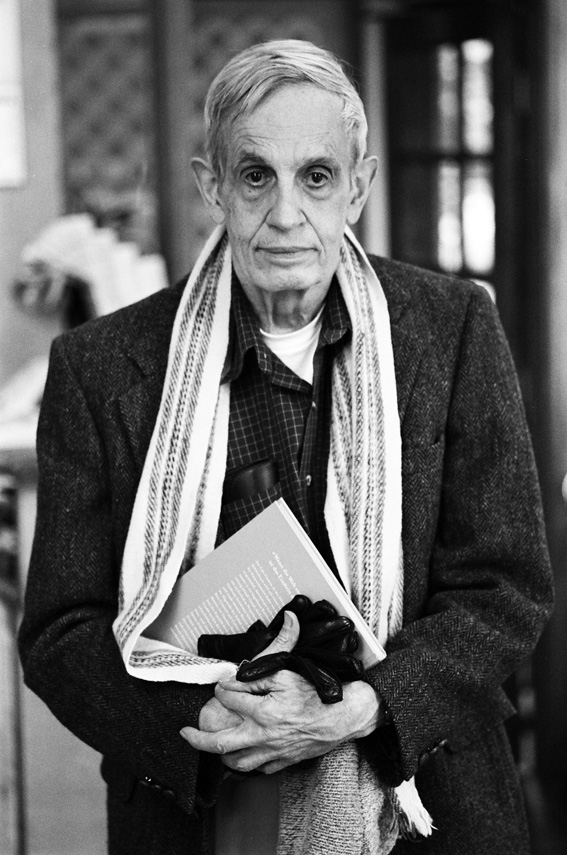
جون ناش، عالم رياضيات أمريكي وفائز مناصفة بجائزة نوبل في الاقتصاد عام 1994 عانى من الفُصام. كانت حياته موضوع فيلم عقل جميل الحائز على جائزة الأوسكار عام 2001

غُيِّرَت عبارة الفُصام في اليابان في عام 2002 من Seishin-Bunretsu-Byō 精神分裂病 (مرض العقل المنقسم) إلى Tōgō-shitchō-shō 統合失調症 (اضطراب التكامل) للحد من الوصمة السلبية للإصابة بالمرض. استُلهم الاسم الجديد من النموذج النفسي الحيوي، وقد ارتفعت النسبة المئوية للمرضى الذين أعلموا بالتشخيص من 37٪ إلى 70٪ على مدى ثلاث سنوات. جرى تغيير مماثل في كوريا الجنوبية في 2012.
في الولايات المتحدة، قدرت تكلفة الفُصام -التي تشمل التكاليف المباشرة (المرضى الخارجيين والمرضى الداخليين والأدوية، والرعاية طويلة الأجل) وتكاليف الرعاية غير الصحية (إنفاذ القانون وانخفاض الإنتاجية في مكان العمل والبطالة) بما قيمته 62.7 مليار دولار أميركي في عام 2002. يروي كتاب وفيلم عقل جميل قصة حياة جون فوربس ناش، عالم الرياضيات الحائز على جائزة نوبل والذي شخصت إصابته بالفُصام.

### العنف
الأفراد الذين يعانون من مرض عقلي شديد بما في ذلك الفُصام أكثر عرضة بكثير لأن يكونوا ضحايا الجرائم العنيفة وغير العنيفة على حد سواء. من ناحية أخرى، فقد ارتبط الفُصام في بعض الأحيان مع ارتفاع معدل أعمال العنف، على الرغم من أن هذا يرجع أساسا إلى ارتفاع معدلات استخدام العقاقير. وتتشابه معدلات جرائم القتل المرتبطة بالذهان مع تلك المرتبطة بإساءة استخدام العقاقير، وتوازي المعدل العام في أي منطقة. إن الدور الذي يلعبه الفُصام في العنف بغضّ النظر عن إساءة استخدام العقاقير مثير للجدل، ولكن قد تكون بعض جوانب التاريخ الفردي أو الحالات الذهنية من العوامل المؤثرة.
تميل التغطية الإعلامية ذات الصلة بالأعمال العنيفة المرتكبة من قبل مرضى الفُصام إلى تعزيز التصور العام بشأن ارتباط العنف بالفُصام. في عينة تمثيلية كبيرة من دراسة أجريت عام 1999، اعتقد 12.8% من الأمريكيين أن الأفراد المصابين بالفُصام كانت إمكانية قيامهم بأعمال عنف ضد الآخرين «مرجحة جدا»، في حين قال 48.1% من العينة أن قيامهم بأعمال عنف «مرجح إلى حد ما». وقال أكثر من 74% أن المصابين بالفُصام إما «غير قادرين جدا» أو «غير قادرين مطلقا» على اتخاذ القرارات المتعلقة بعلاجهم، وقال 70.2٪ منهم المِثل عن قدرتهم على اتخاذ قرارات تتعلق بإدارة الأموال. وفقا لأحد التحليلات التلوية، زاد التصور العام بشأن المصابين بالذهان باعتبارهم كأفرادٍ يتسمون بالعنف بأكثر من الضِعف منذ خمسينات القرن الماضي.

## توجهات الأبحاث الحديثة
أظهرت الأبحاث الحديثة نتائج مبدئية في علاج الفُصام باستخدام المينوسيكلين. يجري حاليًا دراسة النيدوثيرابي (Nidotherapy)، وهي طريقة تهدف إلى تغيير البيئة المحيطة بالمرضى في محاولة لتحسين قدرتهم الوظيفية، لكن لا يوجد حتى الآن أدلة كافية بشأن مدى فعالية هذه الطريقة. أيضًا اتضح بأن الأعراض السلبية تشكل تحديًا، حيث أنها لا تتحسن حتى باستخدام الأدوية. كان هناك تجارب تبحث في مدى فعالية استخدام العقاقير ذات الخواص المضادة للالتهابات، بالاستناد إلى فرضية أن التهابات قد تلعب دورًا مهمًا في العلم المرضي الخاص بالفُصام.

## وصلات الخارجية
- فصام على مشروع الدليل المفتوح